# Jogo eletrônico de simulação
Um jogo eletrônico de simulação ou simplesmente jogo de simulação descreve uma super-categoria diversificada de jogos eletrônicos para computadores e videogames. Alguns jogos do gênero têm como objetivo simular o mundo real; outros possuem o objetivo de simular um mundo fictício; além de outros (como The Sims 4) são criados para fazer ambos.

Joysticks usados para jogos de simulação.

Os jogos de simulação - que também podem ser chamados de jogos de estratégia - testam e desenvolvem as habilidades do jogador. Os simuladores são utilizados tanto para diversão como para treinamento de profissionais, como os equipamentos que imitam a ausência de gravidade, usados pela NASA. Nesses casos, os ambientes simulados testam reflexos, aplicam e avaliam conhecimentos previamente adquiridos, e medem as reações dos profissionais em situações críticas que eles não precisam vivenciar para experimentá-las.
Jogos de simulação permitem que o jogador se insira dentro do ambiente sugerido pelo software ou site da internet. No entanto, o nível de inserção depende da qualidade e proposta do game. Exemplos como Microsoft Flight Simulator, um simulador amador de voo mas que faz a inserção de algo mais realista, sem o empecilho de eventos externos, um dos simuladores mais usados para o treinamento de voo, podendo ser jogado em consoles e computadores.
Em geral, os jogos de simulação apresentam uma enorme variedade de opções e dados, cabendo ao jogador combinar as possibilidades disponíveis para obter o melhor resultado ou o objetivo estipulado para cada partida. A depender dos subgêneros de simulação, o jogador se submete a diferentes tarefas e situações, algo mais voltado para a aprendizagem como simulação de veículos em geral traz uma imersão maior, pois busca o mais próximo possível da realidade em relação a física e modelagem dos elementos.

## Subgêneros

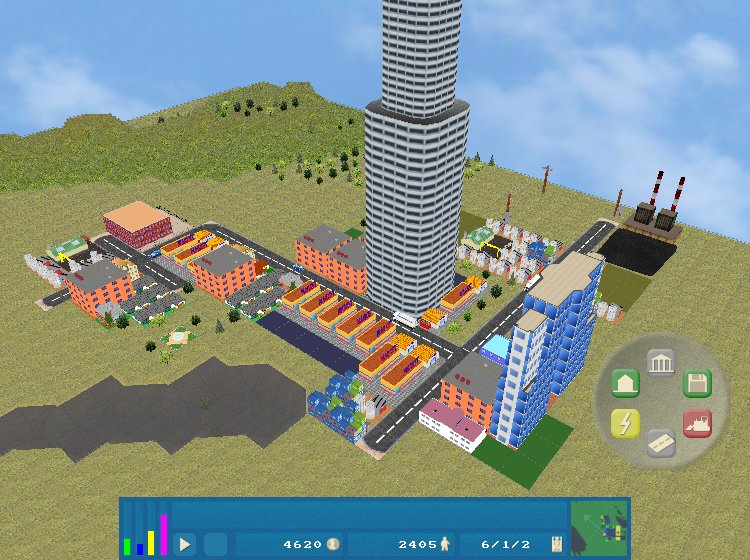
Um screenshot de OpenCity, um simulador gratuito de construção de cidades.

### Simulação de construção e gerenciamento

The Sims, Jogo de simulação social.

Neste subgênero o jogador tem recursos limitados para construir sua comunidade, aldeia, império dentre outros lugares, para sua evolução é necessário o gerenciamento de seus projetos de manutenção e expansão.

### Simulação de vida
Este subgênero está ligado ao controle de um personagem ou vários, podendo ser humano ou outras formas de vida, um exemplo desse subgênero é  The Sims 4, criando uma vida artificial, na qual se tem ligações com outros indivíduos, sendo assim uma simulação social, que é um dos tipos desse subgênero.

### Simulação médica
A simulação médica vem se desenvolvendo desde a década de 30 por meio da simulação física na qual é realizada em manequins e outros equipamentos, com o avanço tecnológico, foi possibilitado o uso de equipamentos eletrônicos como Realidade Virtual (RV) para facilitar e melhorar a interação durante a simulação, além disso, no meio virtual as mecânicas de jogos como recompensas e desafios envolvem e cativam o uso do mesmo.

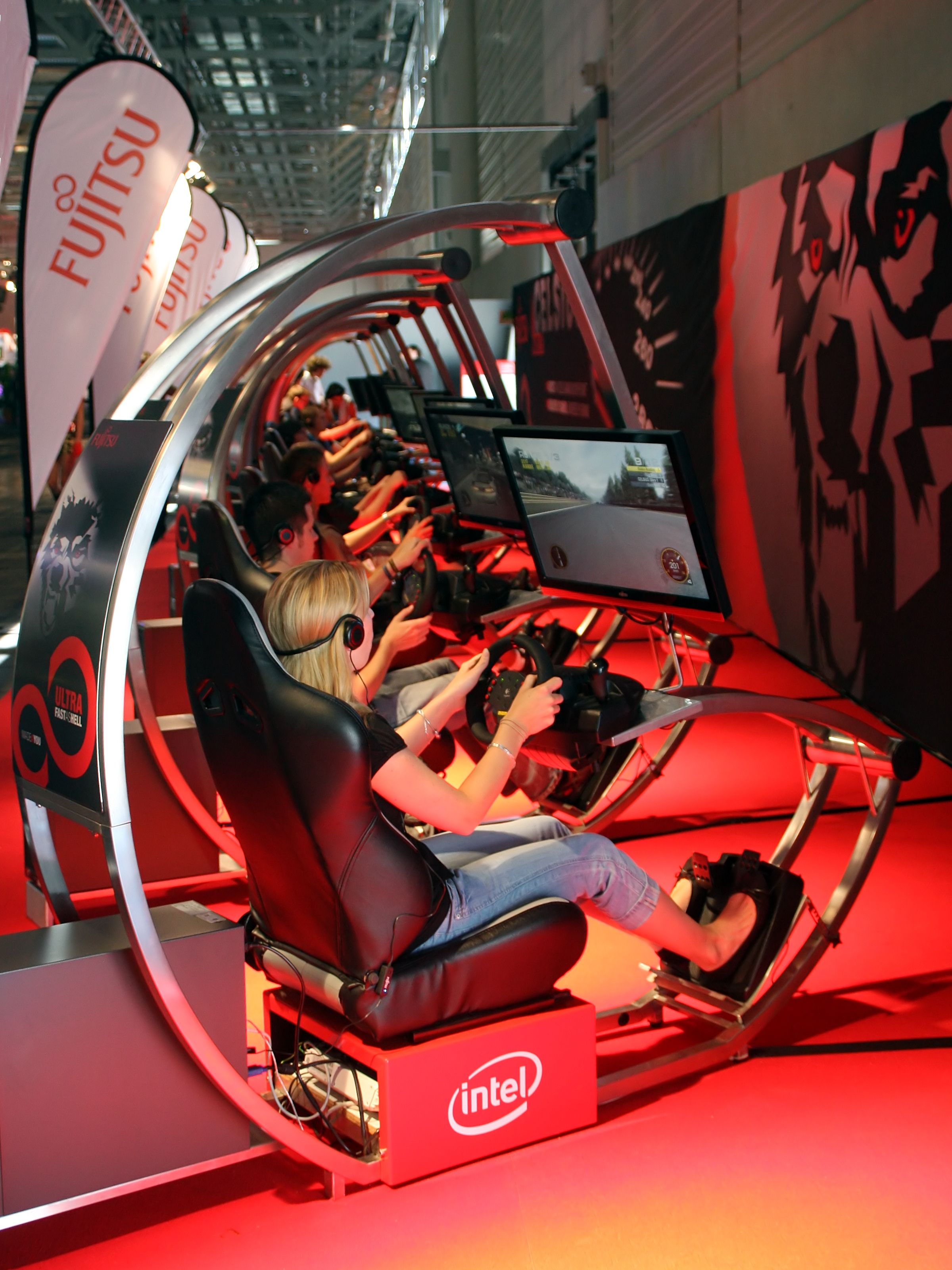
Cockpit de simulação de corrida.

### Simulação de veículos
A simulação de veículos sempre foi um dos principais meios de entretenimento do público de jogos de simulação, através de jogos de corrida, simuladores de voo, simuladores de caminhões, de trem, entre outros. Com tantos avanços desde as primeiras décadas do século XXI, o mundo dos games se tornou algo mais sério, usado também para o treinamento e aperfeiçoamento profissional em diversas áreas dos veículos automotores, seja ela, terrestre, aquática ou aérea. Conta com uma gama de jogos. Exemplos clássicos como EuroTruck Simulator, Microsoft Flight Simulator, Grand Turismo.

### Simulação de Esportes
Os jogos de esportes buscam simular a prática dessas modalidades, sejam eles individuais ou coletivos, esse subgênero conta com muita informação ligada diretamente ao esporte e como se é praticado, táticas, regras, punições e premiações, fomentando assim os sentidos e valores sobre as disputas humanas.

## Jogos de simulação no aprendizado
Através dos jogos de simulação é possível mostrar algo próximo da realidade, possibilitando o uso de inteligência, desenvolvimento de habilidades e tomadas de decisão em um ambiente seguro. Além disso, o uso dos jogos torna a aprendizagem algo mais dinâmico, fora dos padrões comuns, fazendo com que haja uma maior interação da parte de estudantes e envolvidos.
Os jogos consistem em um elo de integração, aspectos motores, mentais, afetivos e sociais. Outra habilidade que pode ser desenvolvida através dos jogos de simulação a de trabalhar em grupo, tendo em vista que cada decisão no jogo impactará não só ao jogador mas também aos demais. Isso permite o desenvolvimento de empatia e valores.

### A aprendizagem:
A aprendizagem é composta por ligações entre estímulos e respostas, fazendo uma modificação no comportamento do indivíduo. Gerando experiências que se concretizam a partir da interação com o ambiente e com o passar do tempo.
Os jogos de simulação são atrativos pela grande possibilidade de interação e grau de realismo, fazendo com que a simulação se torne uma experiência real e completa, e a experiência em conhecimento prático.
O que pode ser desenvolvido:

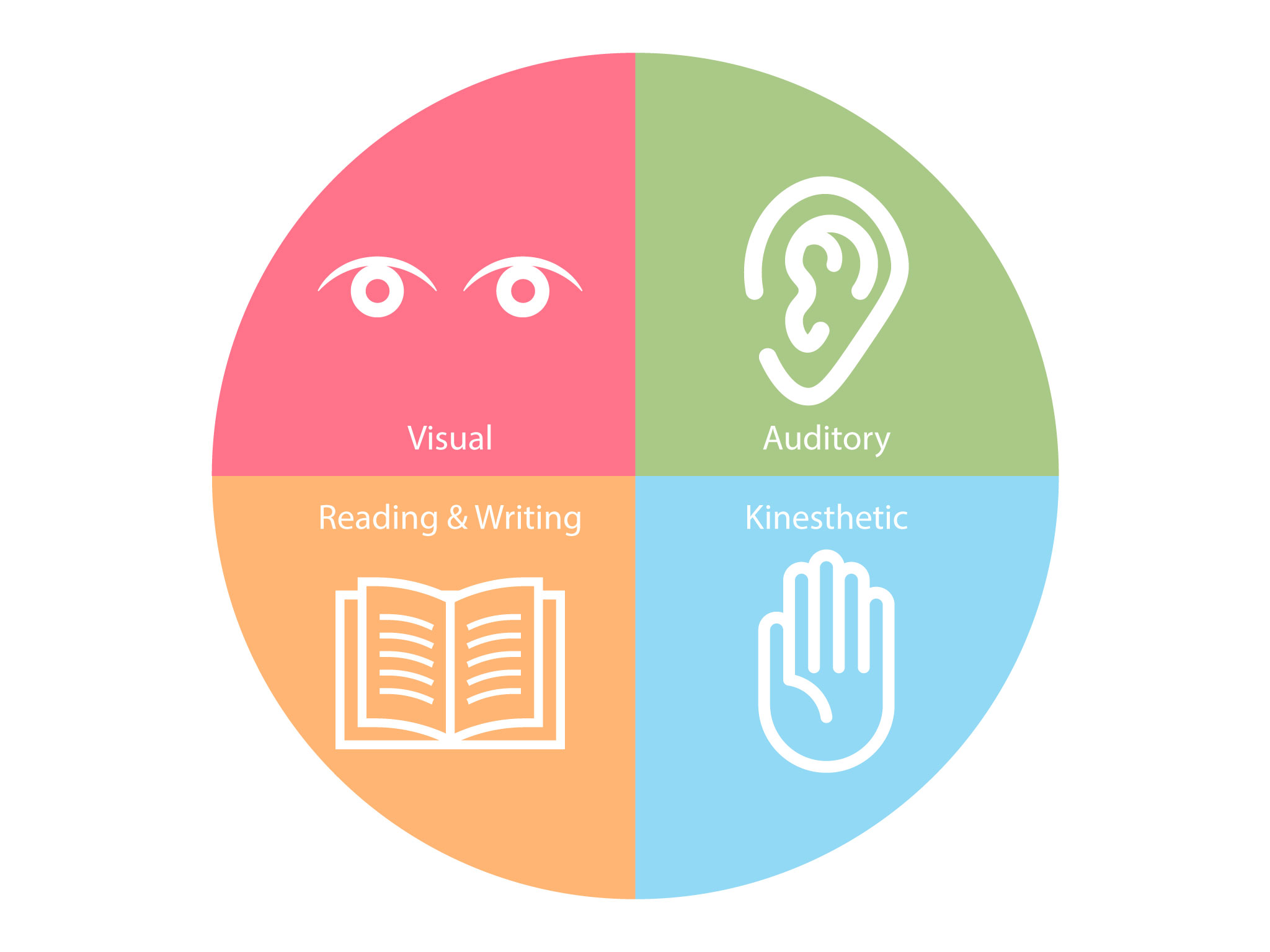
4 tipos de formas de aprendizagem

- A tomada de decisões atua no desenvolvimento de responsabilidade;
- Desenvolvimento de memória visual, auditiva e cinestética (relacionada ao tato);

- Orientação temporal e espacial, podendo ser desenvolvida em duas ou três dimensões;
- Coordenação motora (ampla e fina);

- Percepção auditiva;
- Percepção visual relacionada a cores, formas, detalhes e posições;
- Raciocínio lógico;

- Expressão linguística (oral e escrita);

- Planejamento e organização.

## História
A simulação teve seu impulso com a segunda guerra mundial, com a utilização de computadores da época como Mark I e ENIAC, utilizado para cálculos balísticos da época, buscando a simulação do lançamento de mísseis.  A simulação computacional da década de 50 ainda era para fins militares, em computadores gigantes e lentos. Na década de 70 ainda era inacessível e inviável a construção de simuladores, já nos anos 90, as peças e o custo foram barateados, intensificando o desenvolvimento de simuladores.

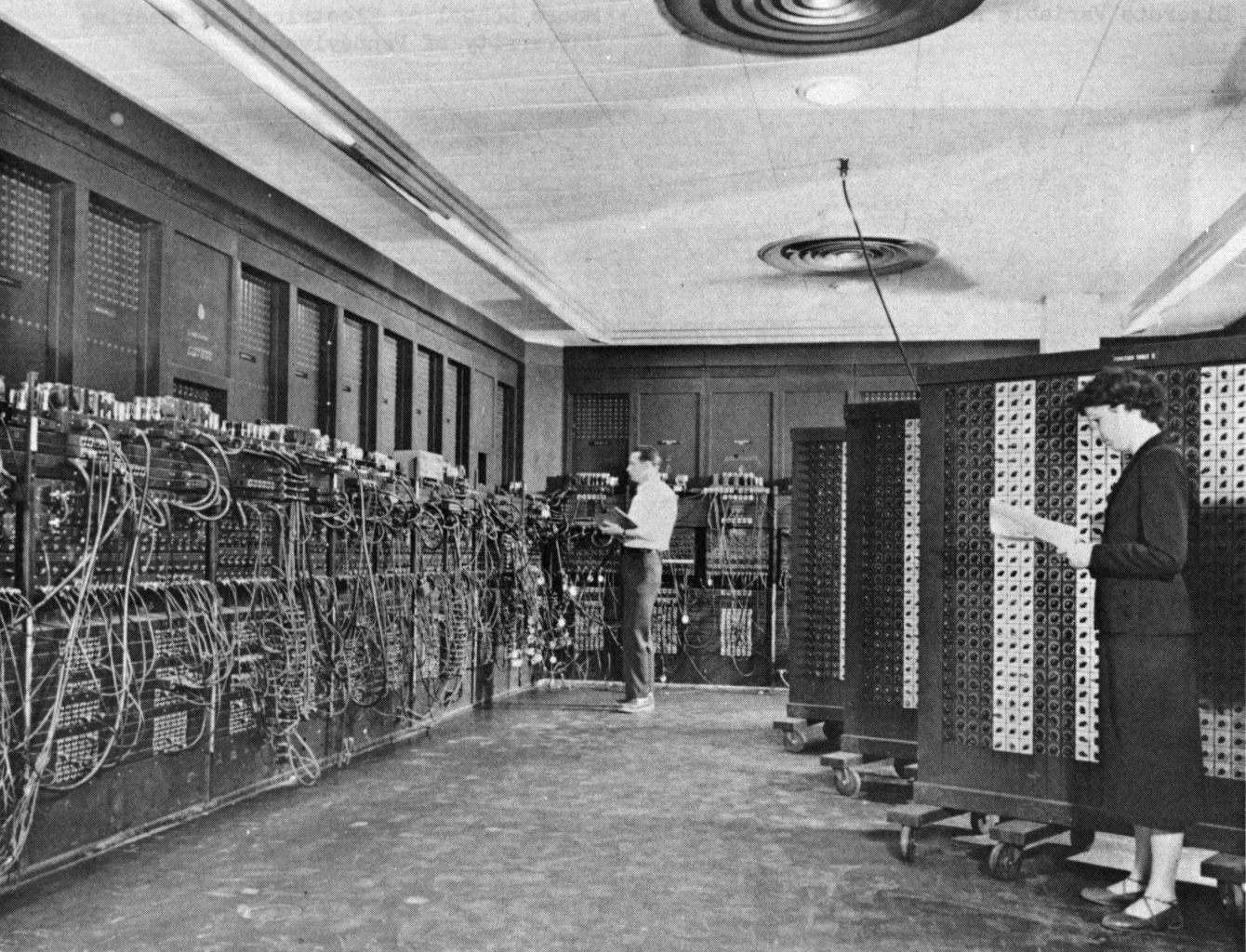
Imagem do ENIAC.

A simulação foi vista como uma maneira eficaz na elaboração de projetos, pesquisas e outras maneiras de uso. O uso de simuladores foi ganhando força ao longo do tempo e se desenvolvendo cada vez mais, tendo seu início com os militares e sua expansão inimaginável até os dias de hoje, chegando até os jogos que hoje se conhece.
Uma simulação parte da ideia de uma aproximação da realidade, podendo ser a representação de situações, seres, objetos, lugares ou até mesmo eventos baseados no mundo real. A simulação não está somente na semelhança visual, ela também é uma analogia de ideias ou semelhança conceitual, se tornando uma "representação simplificada da realidade".

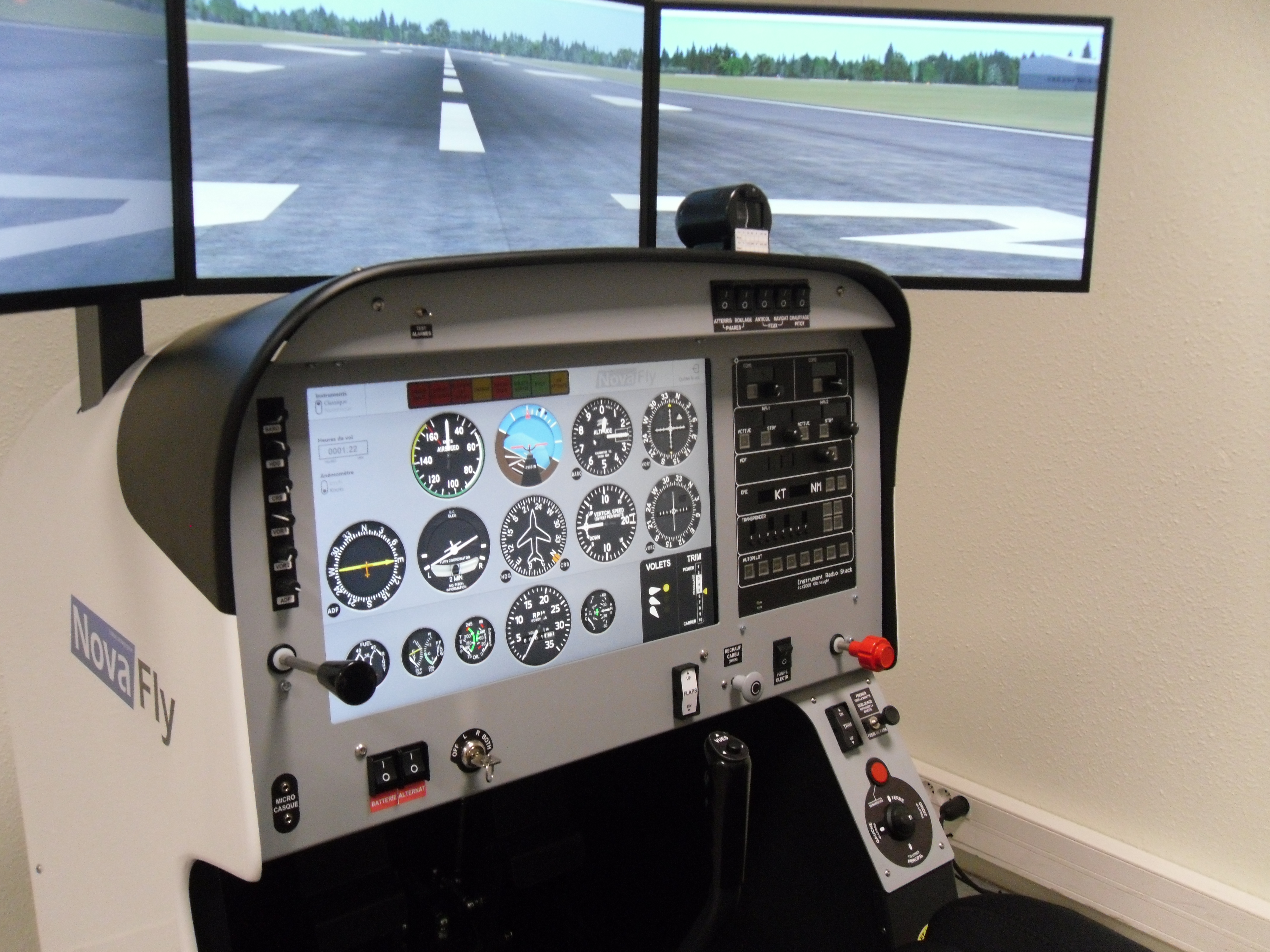
Simulador de voo

Os jogos de simulações tem origem  nas práticas de treinamento militar para pilotos, que depois se expandiram para o entretenimento. Nesse tipo de jogo existem regras mas não necessariamente um final estabelecido, são disponibilizados uma série de elementos e regras que dão base ao contexto do jogo, ou seja as possibilidades e limites de onde a história será criada.
A ação é desenvolvida com base nas decisões pensadas durante o desenvolvimento do jogo, o processo de tomada de decisões é algo constante, que irão oferecer diversas ferramentas e possibilidades no ambiente virtual e cabe ao jogador decidir sobre cada uma delas. O desafio do jogador muitas vezes é estar no auge da sua performance ou testar os limites da sua criatividade.